# Boonanza
Boonanza is een kaartspel voor drie tot vijf spelers waarbij men bonen moet zaaien en verkopen/oogsten. Het spel is ontworpen door Uwe Rosenberg onder de (Duitse) naam Bohnanza, dat een samentrekking is van de woorden "bonanza" en "Bohne" - het Duitse woord voor boon.
Er bestaan verschillende uitbreidingen (niet altijd in het Nederlands beschikbaar) waarmee de complexiteit of het aantal spelers aangepast kan worden.
Het is de bedoeling zo veel mogelijk thalers (spelmunten) te verkrijgen. Dit doet men door zo efficiënt en strategisch mogelijk bonen te verbouwen. Al deze bonen verschillen in waarde en in aantal. De meest kenmerkende spelregel is dat de volgorde van de handkaarten niet gewijzigd mag worden.

## Uitbreidingen en andere versies
Naast het basisspel zijn er ook nog drie uitbreidingen:
- Boonanza: De Uitbreiding (3-7 spelers)
- Boonanza: La Isla Boonita (2-7 spelers)
- Bona Nostra (3-7 spelers)

en een apart spel voor 1 of 2 spelers:
- Boonanza: Al Caboon
- Boonanza: Het Duel

## Kaarten
| Naam                                      | Naam           | Aantal | Aantal nodig om te oogsten | Aantal nodig om te oogsten | Aantal nodig om te oogsten | Aantal nodig om te oogsten |
| Nederlands                                | Duits          | Aantal | 1                          | 2                          | 3                          | 4                          |
| ----------------------------------------- | -------------- | ------ | -------------------------- | -------------------------- | -------------------------- | -------------------------- |
| (A) Blauwe boon                           | Blaue Bohne    | 20     | 4                          | 6                          | 8                          | 10                         |
| (A) Vuurboon (of Chiliboon in 1e uitgave) | Feuerbohne     | 18     | 3                          | 6                          | 8                          | 9                          |
| (A) Bruine Boon                           | Saubohne       | 16     | 3                          | 5                          | 7                          | 8                          |
| (A) Snijboon                              | Brechbohne     | 14     | 3                          | 5                          | 6                          | 7                          |
| (A) Sojaboon                              | Sojabohne      | 12     | 2                          | 4                          | 6                          | 7                          |
| (A) Ogenboon                              | Augenbohne     | 10     | 2                          | 4                          | 5                          | 6                          |
| (A) Kidneyboon                            | Rote Bohne     | 8      | 2                          | 3                          | 4                          | 5                          |
| (A) Tuinboon                              | Gartenbohne    | 6      | -                          | 2                          | 3                          | -                          |
| (B) Koffieboon                            | Kaffeebohne    | 24     | 4                          | 7                          | 10                         | 12                         |
| (B) Brandewijnboon                        | Weinbrandbohne | 22     | 4                          | 7                          | 9                          | 11                         |
| (B) Cacaoboon                             | Kakaobohne     | 4      | 2                          | -                          | 3                          | 4                          |
| (B) Akkerboon                             | Ackerbohne     | 3      | -                          | 3e bonenveld               | 3                          | -                          |
| (C) Mokkaboon                             | Mokkabohne     | 28     | 5                          | 8                          | 11                         | 14                         |
| (C) Poetsboon                             | Wachsbohne     | 26     | 4                          | 8                          | 11                         | 13                         |

| (A) | Basisspel       |
| (B) | Uitbreidingsset |
| (C) | La Isla Boonita |